# WIN Autosport
WIN Autosport est une écurie de sport automobile américaine fondée en 2021 par le pilote automobile américain Steven Thomas et le propriétaire de l'écure K2R Motorsports Bobby Golasinski. Elle fait participer des Sport-prototype en catégorie LMP2 et LMP3 dans des championnats tels que le WeatherTech SportsCar Championship.

## Histoire
À la suite de la saison 2020 et après avoir remporté le championnat IMSA Prototype Challenge, l'écurie américaine K2R Motorsports dirigée par Bobby Golasinski, avait annoncé son souhait de participer au championnat 2021 avec une Oreca 07,. C'est ainsi qu'est né le WIN Autosport, né de l'association de Steven Thomas et de Bobby Golasinski. En janvier 2021, l'écurie a alors annoncé son équipe qui était composé de l'expérimenté pilote américain Tristan Nunez afin d'accompagner Steven Thomas durant l'intégralité du championnat. Le pilote américain Thomas Merrill  avait accompagné le tandem sur les courses longues du championnat et Matthew Bell avait prêté mains fortes lors des 24 Heures de Daytona. Pour cette première manche du championnat, les 24 Heures de Daytona, malgré un problème de frein à la 11e heure, un contact une GT et un incident dans les dernières, la voiture avait fini a une belle 5e place de sa catégorie. Pour la seconde manche du championnat, l'écurie s'était déplacée avec une seconde voiture, une Duqueine D08, afin de la fait concourir dans la catégorie LMP3 lors des 12 Heures de Sebring. Elle avait été confiée au pilote britannique Matthew Bell, au pilote mexicain Rodrigo Sales et au pilote allemand Niklas Kruetten. L'écurie a ensuite renouvelé l'expérience lors des Petit Le Mans où une Duqueine D08 avait été de nouveau inscrite et confiée au pilote américain Naveen Rao et aux pilotes britannique Matthew Bell et Josh Skelton. Il est a noté que la Duqueine D08 avait été assisté par des membres de l'écurie suisse Cool Racing, écurie pour laquelle Matthew Bell et Josh Skelton pilote en Michelin Le Mans Cup et European Le Mans Series. Pour sa première participation au championnat LMP2, la voiture n°11 a ainsi fini en 2e position du classement avec 2026 points.
Début 2022, l'Oreca 07 de l'écurie WIN Autosport a ét vendu à l'écurie Team Virage.

## Résultats en compétition automobile

### Résultats enWeatherTech SportsCar Championship
| Année | Classe | no | Voiture      | Pneus | 1    | 2   | 3        | 4     | 5     | 6     | 7     | 8        | Total | Pos. |
| ----- | ------ | -- | ------------ | ----- | ---- | --- | -------- | ----- | ----- | ----- | ----- | -------- | ----- | ---- |
| 2021  | LMP2   | 11 | Oreca 07     | M     | DAY  | DAY | SEB 4    | WGL 1 | WGL 2 | ELK 4 | LGA 3 | ATL 3    | 2026  | 2e   |
| 2021  | LMP2   | 11 | Oreca 07     | M     | Q 10 | C 5 | SEB 4    | WGL 1 | WGL 2 | ELK 4 | LGA 3 | ATL 3    | 2026  | 2e   |
| 2021  | LMP3   | 83 | Duqueine D08 | M     | DAY  | DAY | SEB Abd. | WGL   | WGL   | ELK   | LGA   | ATL Abd. | 504   | 11e  |
| 2021  | LMP3   | 83 | Duqueine D08 | M     | Q    | C   | SEB Abd. | WGL   | WGL   | ELK   | LGA   | ATL Abd. | 504   | 11e  |

## Pilotes
- Matthew Bell (2021)
- Niklas Krütten (2021)
- Thomas Merrill (2021)
- Tristan Nunez (2021)
- Naveen Rao (2021)
- Rodrigo Sales (2021)
- Josh Skelton (2021)
- Steven Thomas (2021)